# Иохимбин
Йохимбин (также квебрахин) — основной алкалоид дерева йохимбе (Pausinystalia johimbe Pierre ex Beille), семейства мареновые (Rubiaceae), произрастающего в центральной части Африки, содержится также в коре южноамериканских растений белое квебрахо (Aspidosperma quebracho-blanco Schltr.) и раувольфия змеиная (Rauvolfia serpentina Benth. ex Kurz), семейства кутровые (Apocynaceae).
Формула вещества — C21H26O3N2, молекулярный вес 342,45. В чистом виде представляет собой бесцветные кристаллы с температурой плавления 235—237 °C.

## Применение
Сумма алкалоидов (иохимбина гидрохлорид) применяется в медицине и парафармацевтиках в качестве средства для лечения эректильной дисфункции, также применяется и используется в спортивном питании для атлетов.

### Фармакологическое действие и дозировки
Влияет преимущественно на центральные и периферические рецепторы. Повышает двигательную активность. Оказывает антидиуретическое действие.
Показания: лечение психогенной и функциональной эректильной дисфункции. Дозировки: принимают внутрь по 5 мг 1—3 раза/сут; курс лечения — 1—6 мес.
Среди побочных действий отмечается состояние повышенного возбуждения (тремора) рук.
Противопоказаниями к применению являются заболевания печени, почек, повышенная чувствительность. С осторожностью применяют у пациентов с высоким риском развития резкой артериальной гипотензии. Можно применять при атонии мочевого пузыря, проявлениях климакса у мужчин.
Особенно эффективно препарат воздействует на либидо, что в своё время доказала научная работа, проведенная в 1989 году. В ней участвовали испытуемые, обладающие выраженной степенью эректильной дисфункции, а также те, у кого эрекция отсутствовала полностью. Каждый из них был предварительно протестирован на уровень тестостерона и пролактина, а также прошел обследование, нацеленное на выявление каких-либо патологий кровообращения полового члена. В ходе исследования (длившегося месяц) применялись весьма внушительные дозировки — до сорока миллиграмм в сутки. В итоге были получены следующие результаты: 14 % пациентов отметили полное возвращение эрекции, 20 % — частичный отклик на терапию, а оставшиеся 65 % не сообщили о наличии какого-либо эффекта и положительной динамики. Более выраженные результаты были показаны при назначении йохимбина для лечения психогенной импотенции. В том случае процент позитивных результатов составлял целых 71 %.

## Физиологические эффекты
Иохимбин начал изучаться, как средство для лечения нарушений эрекции, стимулятор мужской потенции, для лечения импотенции. Алкалоиды иохимбе оказывают на организм человека выраженное симпатомиметическое действие.
Есть данные, что может провоцировать почечную недостаточность, судороги и проблемы с сердцем.

## Позиция FDA
Йохимбин не получал одобрения от Управления по санитарному надзору за качеством пищевых продуктов и медикаментов (US FDA).